# فانی پساتا
فانی پساتا (یونانی: Φανή Ψαθά؛ زادهٔ ۲ فوریهٔ ۱۹۷۶) کشتی‌گیر اهل یونان است.